# Vlaams Blok
Vlaams Blok (sv: Flamländska blocket, VB) var ett högerextremt, högerpopulistiskt och nationalistiskt politiskt parti i Belgien. Partiet ställde första gången upp i 1978 års val i Belgien som koalition, och dess stora genombrott avseende valresultat kom 1991. Det verkade för ett självständigt Flandern och ansågs i övrigt stå för en främlingsfientlig agenda. Politiken karaktäriserades av välfärdschauvinism. Partiets officiella ståndpunkt var att de ställde sig bakom den europeiska konventionen om de mänskliga rättigheterna. Partiet har samarbetat med Sverigedemokraterna genom nätverket Euro-Nat och samarbetade mot slutet med svenska Nationaldemokraterna.

## Historik

### Cordon sanitaire
Övriga partier i Belgien med parlamentarisk representation träffade en överenskommelse[när?] om att inte samarbeta med Vlaams Blok eller ta med partiet i någon regeringskoalition, och således var Vlaams Blok satt i karantän av övriga partier. Detta arrangemang har betecknats cordon sanitaire, vilket är franska för "karantänslinje" och även används som ett politiskt begrepp.

### Rättsprocess 2002-2004 och upplösning
2002 stämdes tre ideella organisationer som i praktiken utgjorde Vlaams Bloks partiorganisation av en statlig belgisk organisation (Centrum voor gelijkheid van kansen en voor racismebestrijding, "Centrum för lika möjligheter och bekämpning av rasism") och en ideell organisation för mänskliga rättigheter. Den rättsliga grunden för stämningen utgjordes av "1981 års lag om rasism och främlingsfientlighet". I april 2004 fälldes organisationerna av en överdomstol i Gent. Partiet överklagade, men Belgiens högsta domstol fastställde domen den 9 november 2004. Innebörden av domen var böter på ungefär 40 000 euro samt att partiet skulle få svårt att få statliga bidrag och utrymme i TV-sändningar. Som en följd av domen upplöstes Vlaams Blok den 14 november 2004. Istället bildades partiet Vlaams Belang, som ska föra samma politik men utan de program- och stadgepunkter som vållat domstolsbeslutet.

### Källförteckning
- Mudde, Cas (2000) (på engelska). The ideology of the extreme right. Manchester: Manchester University Press. Libris 9849728